# Рафаель Баррено
Рафаель Антоніо Баррено Мартінес (ісп. Rafael Antonio Barreno Martínez; нар. 25 серпня 1979, Пунто-Фіхо, штат Фалькон) — венесуельський борець греко-римського стилю, чемпіон та восьмиразовий бронзовий призер Панамериканських чемпіонатів, срібний та триразовий бронзовий призер Панамериканських ігор, чемпіон Південноамериканських ігор, чемпіон та бронзовий призер Центральноамериканських і Карибських ігор, учасник двох Олімпійських ігор.

## Життєпис
Боротьбою почав займатися з 1995 року. У 2001 році став бронзовим призером чемпіонату світу серед кадетів. У 2002 році здобув срібну медаль чемпіонату Європи серед юніорів.
Виступав за борцівський клуб «Pena Gillit» Пунто-Фіхо. Тренер — Мільчо Радуловський.

## Спортивні результати на міжнародних змаганнях

### Виступи на Олімпіадах
| Змагання                    | Збірна    | Вагова категорія                  | Місце |
| --------------------------- | --------- | --------------------------------- | ----- |
| Літні Олімпійські ігри 2000 | Венесуела | греко-римська боротьба, до 130 кг | 12    |
| Літні Олімпійські ігри 2004 | Венесуела | греко-римська боротьба, до 120 кг | 16    |

### Виступи на Чемпіонатах світу
| Змагання                        | Збірна    | Вагова категорія                  | Місце |
| ------------------------------- | --------- | --------------------------------- | ----- |
| Чемпіонат світу з боротьби 1997 | Венесуела | греко-римська боротьба, до 130 кг | 20    |
| Чемпіонат світу з боротьби 2003 | Венесуела | греко-римська боротьба, до 120 кг | 25    |
| Чемпіонат світу з боротьби 2009 | Венесуела | греко-римська боротьба, до 120 кг | 9     |
| Чемпіонат світу з боротьби 2011 | Венесуела | греко-римська боротьба, до 120 кг | 32    |

### Виступи на Панамериканських чемпіонатах
| Змагання                                   | Збірна    | Вагова категорія                  | Місце  |
| ------------------------------------------ | --------- | --------------------------------- | ------ |
| Панамериканський чемпіонат з боротьби 1997 | Венесуела | греко-римська боротьба, до 125 кг | Бронза |
| Панамериканський чемпіонат з боротьби 1997 | Венесуела | вільна боротьба, до 125 кг        | 6      |
| Панамериканський чемпіонат з боротьби 1998 | Венесуела | греко-римська боротьба, до 130 кг | 6      |
| Панамериканський чемпіонат з боротьби 2000 | Венесуела | греко-римська боротьба, до 130 кг | Бронза |
| Панамериканський чемпіонат з боротьби 2001 | Венесуела | греко-римська боротьба, до 130 кг | Бронза |
| Панамериканський чемпіонат з боротьби 2006 | Венесуела | греко-римська боротьба, до 120 кг | Бронза |
| Панамериканський чемпіонат з боротьби 2007 | Венесуела | греко-римська боротьба, до 120 кг | Бронза |
| Панамериканський чемпіонат з боротьби 2008 | Венесуела | греко-римська боротьба, до 120 кг | Бронза |
| Панамериканський чемпіонат з боротьби 2009 | Венесуела | греко-римська боротьба, до 120 кг | Бронза |
| Панамериканський чемпіонат з боротьби 2010 | Венесуела | греко-римська боротьба, до 120 кг | Золото |
| Панамериканський чемпіонат з боротьби 2011 | Венесуела | греко-римська боротьба, до 120 кг | Бронза |

### Виступи на Панамериканських іграх
| Змагання                  | Збірна    | Вагова категорія                  | Місце  |
| ------------------------- | --------- | --------------------------------- | ------ |
| Панамериканські ігри 1999 | Венесуела | греко-римська боротьба, до 130 кг | Бронза |
| Панамериканські ігри 2003 | Венесуела | греко-римська боротьба, до 120 кг | Бронза |
| Панамериканські ігри 2007 | Венесуела | греко-римська боротьба, до 120 кг | Бронза |
| Панамериканські ігри 2011 | Венесуела | греко-римська боротьба, до 120 кг | Срібло |

### Виступи на Південноамериканських іграх
| Змагання                       | Збірна    | Вагова категорія                  | Місце  |
| ------------------------------ | --------- | --------------------------------- | ------ |
| Південноамериканські ігри 2014 | Венесуела | греко-римська боротьба, до 130 кг | Золото |

### Виступи на Центральноамериканських і Карибських іграх
| Змагання                                                | Збірна    | Вагова категорія                  | Місце  |
| ------------------------------------------------------- | --------- | --------------------------------- | ------ |
| Центральноамериканські і Карибські ігри 2010 (Маягуес)  | Венесуела | греко-римська боротьба, до 120 кг | Золото |
| Центральноамериканські і Карибські ігри 2014 (Сан-Хуан) | Венесуела | греко-римська боротьба, до 130 кг | 5      |
| Центральноамериканські і Карибські ігри 2014 (Веракрус) | Венесуела | греко-римська боротьба, до 130 кг | Бронза |

### Виступи на інших змаганнях
| Змагання                                                               | Збірна    | Вагова категорія                  | Місце  |
| ---------------------------------------------------------------------- | --------- | --------------------------------- | ------ |
| Гран-прі Німеччини з боротьби 1998                                     | Венесуела | греко-римська боротьба, до 130 кг | 8      |
| Олімпійський кваліфікаційний турнір з боротьби 2000 (Александрія)      | Венесуела | греко-римська боротьба, до 130 кг | 4      |
| Олімпійський кваліфікаційний турнір з боротьби 2004 (Ташкент)          | Венесуела | греко-римська боротьба, до 120 кг | 5      |
| Олімпійський кваліфікаційний турнір з боротьби 2008 (Роме-Остія)       | Венесуела | греко-римська боротьба, до 120 кг | 17     |
| Олімпійський кваліфікаційний турнір з боротьби 2008 (Новий Сад)        | Венесуела | греко-римська боротьба, до 120 кг | 11     |
| Меморіал Іона Корнеану 2011                                            | Венесуела | греко-римська боротьба, до 120 кг | Золото |
| Олімпійський кваліфікаційний турнір з боротьби 2012 (Кіссіммі-Орландо) | Венесуела | греко-римська боротьба, до 120 кг | 8      |

### Виступи на змаганнях молодших вікових груп
| Змагання                                      | Збірна    | Вагова категорія                  | Місце |
| --------------------------------------------- | --------- | --------------------------------- | ----- |
| Чемпіонат світу з боротьби серед юніорів 1997 | Венесуела | греко-римська боротьба, до 115 кг | 12    |